# Isaac Palacios Martínez
Isaac Palacios Martínez (Iguala, Guerrero, 3 de junio de 1911 - Ciudad de México, 22 de agosto de 1998) también conocido como "El príncipe del soneto", fue maestro, escritor y poeta.

## Biografía
Fue el primer hijo de Jesús Palacios Román, panadero de oficio, y Julia Martínez, cuyo domicilio estaba ubicado en la calle de Vicente Guerrero, en la ciudad de Iguala.
En su niñez, cursó sus primeros estudios en su natal Iguala, posteriormente ingresó al Seminario de Chilapa, en Chilpancingo. Se formó como profesor, en el entonces Distrito Federal, en la Escuela Normal Superior de México, en donde acreditó el examen de eficiencia en Lengua y Literatura Españolas en 1947.
Fue docente en primarias, secundarias, normales urbanas y normales superiores de los estados, así como en el Instituto Federal de Capacitación del Magisterio y en la Escuela Nacional de Maestros.

### Colaboraciones en periódicos
El 4 de junio de 1945 el “hijo pródigo de Iguala” comenzó sus colaboraciones en torno al uso correcto del lenguaje, en el periódico El Universal, en el que permanecería por más de cincuenta años, convirtiéndose así en el decano de los colaboradores de “El Gran Diario de México”. Colaboró también para otros diarios, como Excélsior, El Nacional, El Siglo de Torreón, El Informador de Guadalajara, El Porvenir de Monterrey, Diario de Yucatán, El Dictamen de Veracruz, Ecos del Sur de Iguala y El Heraldo de Taxco, entre otros.
Sus columnas sobre la lengua castellana tuvieron diferentes nombres, tales como: “Mande  Ud.”, “Corregir”, “La paja en el ojo ajeno”, “Hágase la luz”, “Urbi et orbi” (a la ciudad y al mundo), es una bendición papal dirigida a la ciudad de Roma y al mundo entero. “Errare humanum est”, expresión que significa “errar es  humano”, en las que plasmó su ardua investigación, rigor académico y lingüístico con espíritu de convencimiento y recomendación amable al lector.

### Homenajes
El 16 de octubre de 1987 el licenciado José Francisco Ruiz Massieu, entonces gobernador constitucional del estado de Guerrero, le entregó la presea «Juan Ruiz de Alarcón», máxima distinción otorgada por el Instituto Guerrerense de Cultura.
Pudo presenciar en vida, la inauguración de una calle con su nombre en la ciudad de Iguala, cuya ubicación es cercana a la Carretera Federal 95, México-Acapulco en su tramo Taxco-Iguala, y asimismo de otra calle con el nombre del también ilustre poeta guerrerense Rubén Mora.

### Obra poética
Su obra poética que consta de sonetos dedicados principalmente a personas importantes en su vida, héroes patrios, objetos, frutas y otros elementos del paisaje de Guerrero,  fue compilada en 1980 por el Ayuntamiento de Acapulco y publicada bajo el nombre de Hacia los Cuatro Vientos. Esta recopilación incluye su obra más laureada "La mecanógrafa", dedicada a su esposa María de los Ángeles Solano, incluida también posteriormente como ejemplo de un soneto, en el libro El Galano arte de leer, volumen uno, de Manuel Michaus y Jesús Domínguez, en tanto que el poema "El cocotero" fue incluido en el volumen dos de estas antologías didácticas.
En 2002 apareció una recopilación de poesías, la mayoría inéditas y de corte amoroso, que el poeta dedicó a su esposa, María de los Ángeles Solano, quien las guardó durante muchos años como una colección personal, hasta que decidió darlas a conocer como parte de la obra del igualteco. Lingotes de mi corazón fue el título otorgado a esta obra.
El académico Juan Rivero Valls, coordinador de Medios Audiovisuales en la Universidad Veracruzana, le dedica estas palabras: 
"Isaac Palacios Martínez es un poeta casi desconocido e injustamente olvidado".
El periodista Hermilio Castorena Noriega, fundador del Semanario Sur, se expresa sobre el poeta:
"Podríamos afirmar que no hay en Guerrero y en muchas partes de México, maestros o jóvenes que no conozcan por lo menos catorce versos de Isaac Palacios Martínez engarzados en la piedra azul de la poesía".
El poeta guerrerense Manuel M. Reynoso expresaba lo siguiente sobre Palacios Martínez: 
"Acaso de los poetas jóvenes de México, por su natividad guerrerense, el que más parecido físico y en el arte de las bellas letras tenía con el maestro Ignacio Manuel Altamirano era Isaac Palacios Martínez".
La educadora Julia Jiménez Alarcón dedicó al poeta un soneto en agradecimiento por sus obras; aquí, un fragmento:
"Hombre de mente clara y sosegada,
la palabra en tu voz esplendente, 
diáfana y limpia como de una fuente,
cálida y luminosa llamarada".

Fragmento del poema "El mago caballero", de Gregorio Cadena Pérez, dedicado a Isaac Palacios Martínez: 
"Cual mago medieval se desempeña
entre folios, endriagos y brebajes,
y en liza magistral, asaz domeña
a los esquivos duendes del lenguaje".

Soneto “La mecanógrafa”, de Isaac Palacios Martínez:
María de los Ángeles hoy mueve
sobre máquina Smith las blancas manos
que ayer, sobre las teclas de los pianos,
fueron caer de nieve sobre nieve.
Escriben prosa, y sin embargo, bebe
ritmo el poema de las divinas manos
que roban a los cálidos veranos
el musical rumor de cuando llueve.
Algo como dos pétalos hermanos
o alas de mariposas en las manos
María de los Ángeles hoy mueve…
Y en la máquina Smith, con paso leve,
¡Sus dedos bailan, como diez enanos,
la danza del granizo y de la nieve!

## Muerte
Isaac Palacios Martínez murió en la Ciudad de México el 22 de agosto de 1998, a los 87 años de edad. Sus restos se encuentran en el Panteón Civil de Dolores de la urbe mencionada.